# Таганка (річка)
Тага́нка — мала річка в Україні, у межах Чугуївського району  Харківської області. Ліва притока Сіверського Дінця (басейн Дону).

## Розташування
Річка бере початок на південний схід від села Коробочкине. Спочатку тече на північний захід, потім на південній околиці села Коробочкине повертає і тече на північ до впадіння до Сіверського Дінця. Відстань від гирла Сіверського Дінця до місця впадіння Таганки — 854 км.
Вздовж берегової смуги розташовані села (від витоку до гирла): Коробочкине, Таганка.

## Опис
Довжина річки — 13 км. Площа басейну — 53,4 км². Похил річки — 3,0 м/км.